# Srđan Panzalović
Srđan Panzalović (* 23. April 1970 in Zenica) ist ein deutscher Schachspieler. Er trägt den Titel Internationaler Meister (IM).

## Leben
Schach spielte er bereits im ehemaligen Jugoslawien. 1986 in Travnik und 1988 in Ilidža bei Sarajevo wurde er bosnisch-herzegowinischer U19-Jugendmeister. Im gleichen Jahr spielte er für die jugoslawische U20-Nationalmannschaft bei der 19. Balkanmeisterschaften im Kaštela Stari.
Seit 1994 ist Panzalović für den Deutschen Schachbund gemeldet. Sein erster Verein nach dem Zuzug nach Deutschland war der Schachclub Eppingen. Danach spielte er für die SF Baiertal-Schatthausen und den SC 1924 Lampertheim. In der Saison 2016/17 spielt er mit den SF Bad Mergentheim in der 2. Schachbundesliga Ost. Zu seinen Turniererfolgen zählen der geteilte 1. Platz beim Mannheimer Open 1994 sowie der Sieg beim VI. Karl Mala-Gedenkturnier 2002. Zudem gewann er mehrmals die badischen Schnellschachmeisterschaften, zuletzt 2013 in Offenburg.
Srđan Panzalović studierte Rechtswissenschaften an der Universität Mannheim und Johann Wolfgang Goethe-Universität Frankfurt am Main. Heute arbeitet er als Rechtsanwalt in Bruchsal.